# Scott Helman
Scott Helman (Toronto, Ontario; 1 de octubre de 1995) es un cantante y compositor canadiense. Lanzó su EP debut, Augusta en 2014 seguido de Spotify Sessions en 2016 y Hang Ups en 2018. Su álbum de estudio Hôtel de Ville se lanzó en 2017 a través de Warner Music Canada.

## Primeros años
Helman se graduó en 2013 de Earl Haig Secondary School. Obtuvo su guitarra en su décimo cumpleaños y cuando tenía 14 años, sabía que quería ser un músico profesional. A los 15 años, firmó un acuerdo de desarrollo con Warner Music Canada donde comenzó a escribir sesiones con escritores como Simon Wilcox y Thomas «Tawgs» Salter.

## Carrera
En 2014, Helman anunció el lanzamiento de la canción «Bungalow» como el primer sencillo de su debut EP Augusta. La canción introdujo una nueva voz fresca en el panorama musical y su versatilidad lo hizo participar en giras con Tegan and Sara, Shawn Mendes, Walk Off The Earth y Vance Joy.
Desde el lanzamiento en mayo de 2017, su álbum de estudio Hôtel De Ville, cuatro veces nominado a los premios Juno, mantuvo un incesante horario de giras mientras disfrutaba del éxito en las listas con los sencillos «Kinda Complicated», «Ripple Effect» y una certificación oro.
En el verano de 2018, Scott fue invitado a abrir para las cinco fechas de gira de Vance Joy en Canadá, y luego toda su gira europea. Antes de la gira europea, Scott lanzó «Hang Ups», que fue seguido por un remix con el cantante español Blas Cantó.
En 2019, Scott realizó una gira por Estados Unidos con Dean Lewis. Una de sus últimas canciones, «Everything Sucks», fue escrita durante un momento difícil cuando Scott intentaba encontrar una canción que pudiera ayudarlo a levantar el ánimo, al tiempo que justificaba la experiencia por la que estaba pasando. No pudo encontrar uno, así que escribió uno él mismo. Scott aborda el cambio climático en su último lanzamiento, «Evergreen».
Scott llamó a sus fanáticos a compartir sus propios pensamientos sobre el tema bajo un movimiento que tituló The EverGreen Manuscript, que se incorporó al video oficial, un mural que pintó en Toronto y en un documento que planea compartir con funcionarios del gobierno.

## The Hotel Sessions
Desde 2018, Scott ha estado grabando una serie llamada The Hotel Sessions que se estrenó en su canal de YouTube. Cada episodio presenta una nueva portada y colaboraciones con artistas como Alessia Cara, Hunter Hayes y Dani Fernández, entre otros.

## Giras musicales
Anfitrión
- U.S Tour de Walk Off The Earth (2015)
- European Tour de Walk Off The Earth (2015)
- Canadian Tour de Matthew Good (2015)
- Canadian Tour de Scott Vs. Ria (2017)
- Canadian Tour de The Hang Ups (2019)[4]
- North American Tour de Dean Lewis (2019)
- Canadian Tour de CP Train (2019)[7]